# 2010 VD253
2010 VD253 est un objet transneptunien, considéré comme objet épars.

## Caractéristiques
2010 VD253 mesure environ 240 kilomètres de diamètre.